# Bertil Lindecrantz
Anders Bertil Lindecrantz, född 27 juni 1926 i Lysekil, död 12 augusti 1997 i Falkenberg, var en svensk målare, tecknare och grafiker.
Han var son till köpmannen Samuel Lindecrantz och Maria Hörman och från 1948 gift med Ruth Fanny Maria Johansson. Lindecrantz studerade vid Konstgillets målarskola i Borås 1945–1946 och vid Edward Berggrens målarskola i Stockholm 1947 samt vid Valands konstskola i Göteborg 1949–1951 och under några studieresor till bland annat Italien och Nederländerna. Han ställde ut separat på Lorensbergs konstsalong i Göteborg 1952. Tillsammans med Gösta Stawåsen ställde han ut i Uddevalla och tillsammans med Gösta Asp på Borås konsthall. Han medverkade i Nationalmuseums utställning Unga tecknare och i samlingsutställningar på Göteborgs konsthall samt Borås konsthall. Hans konst består av stilleben, figurkompositioner och landskap i olja, akvarell, pastell eller gouache men han var huvudsakligen verksam som tecknare och grafiker. Lindecrantz är representerad vid Borås stadshus.